# Gnorimosphaeroma hokurikuense
Gnorimosphaeroma hokurikuense är en kräftdjursart som beskrevs av Nunomura1998. Gnorimosphaeroma hokurikuense ingår i släktet Gnorimosphaeroma och familjen klotkräftor. Inga underarter finns listade i Catalogue of Life.